# St. Martin (Frickhofen)

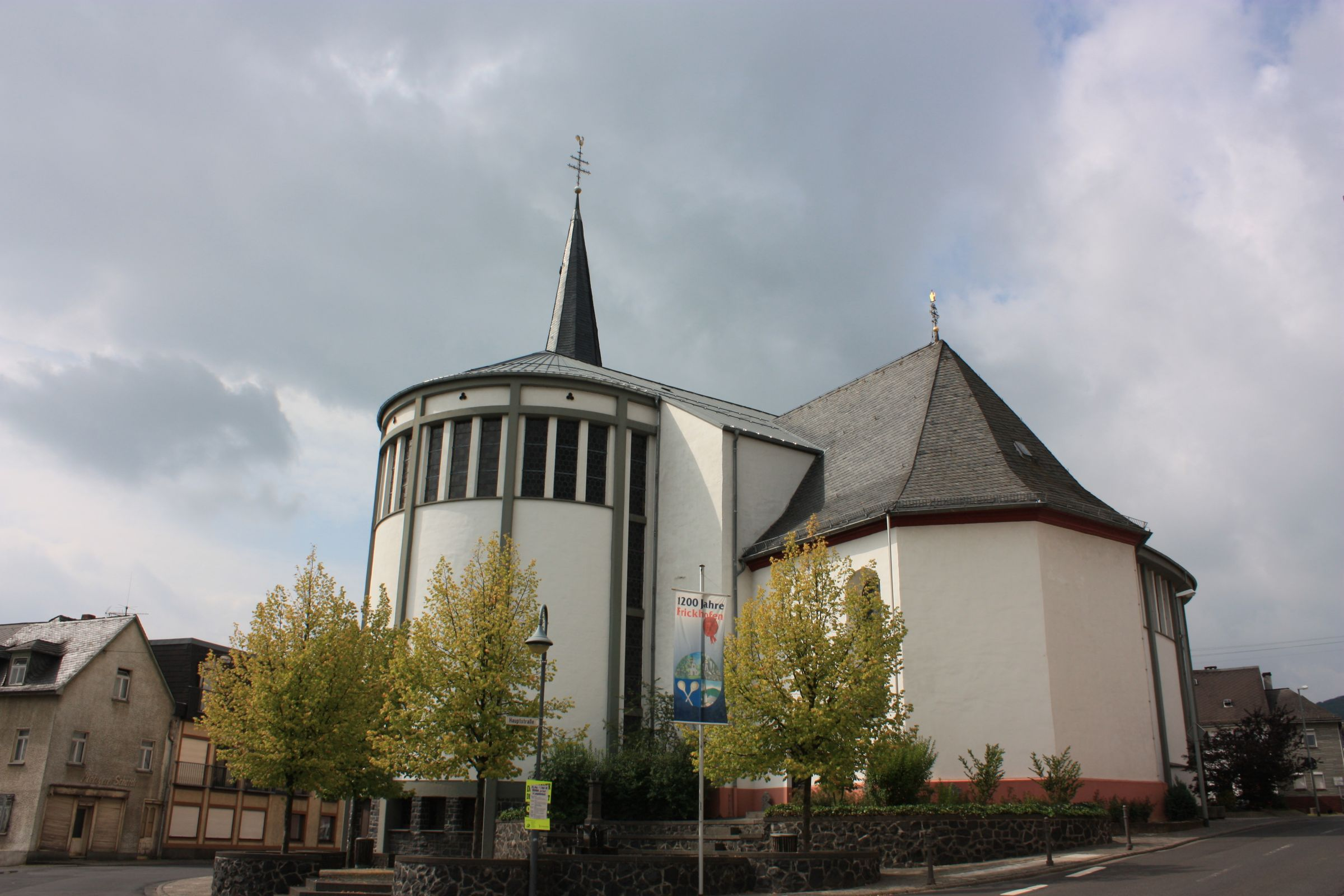
Frickhofen, St. Martin, Choransicht

Die Kirche St. Martin ist eine römisch-katholische Kirche in Dornburg-Frickhofen im Bistum Limburg. Sie ist Kirchort der Pfarrei „St. Blasius im Westerwald“, zu der (im Landkreis Limburg-Weilburg) Kirchorte der Gemeinden Dornburg, Elbtal und Waldbrunn gehören.

## Geschichte

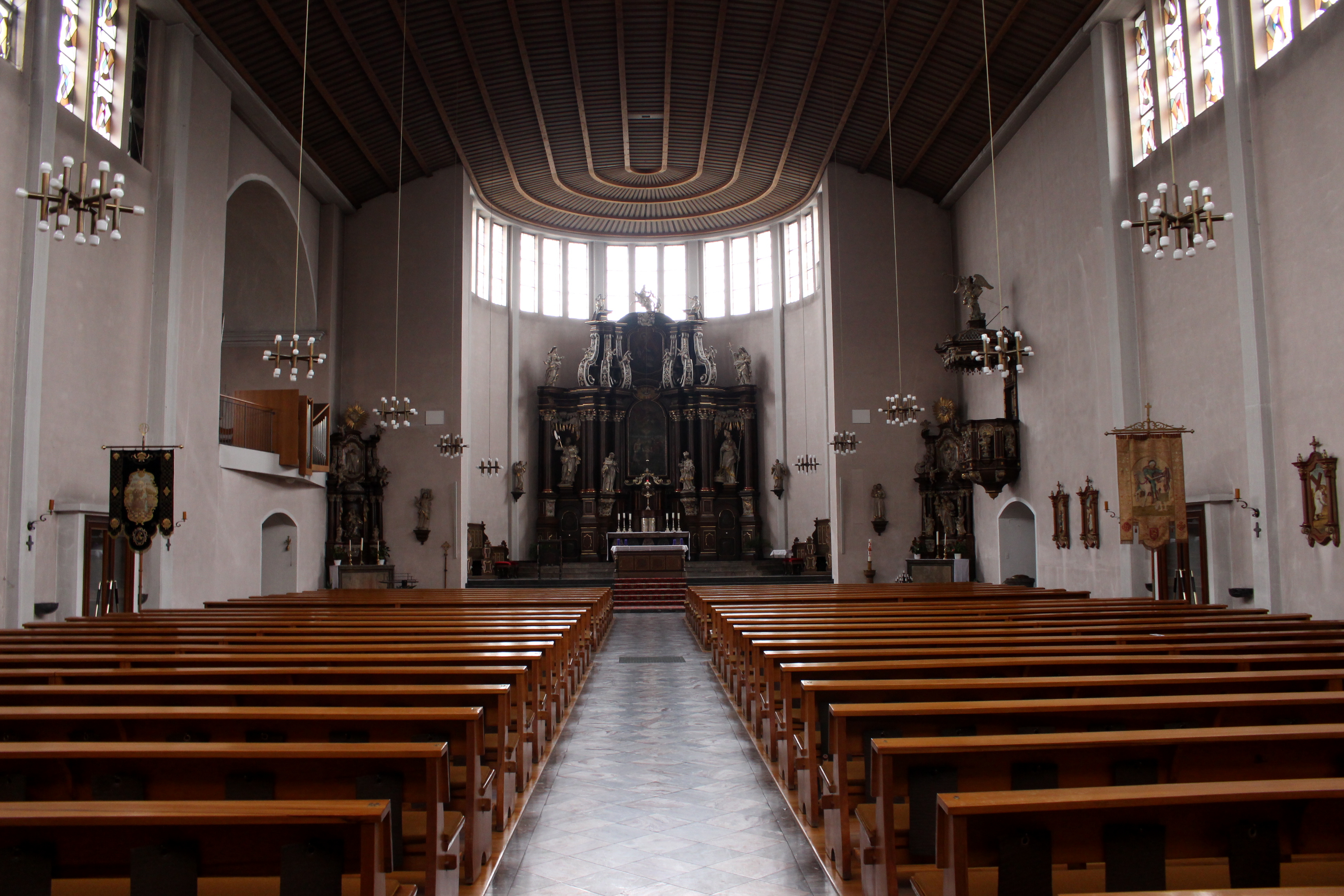
Blick zum Chor
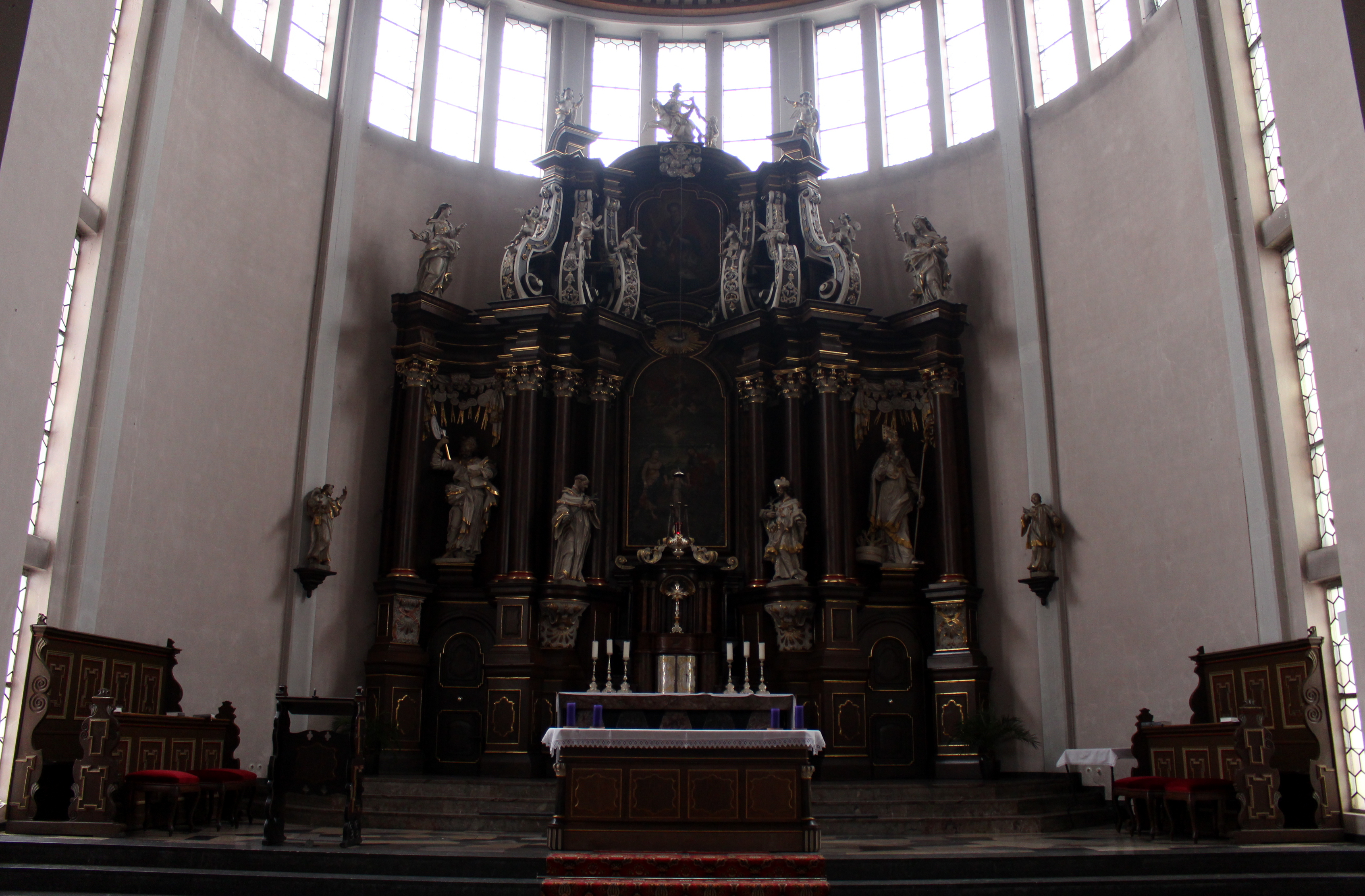
Hochaltar
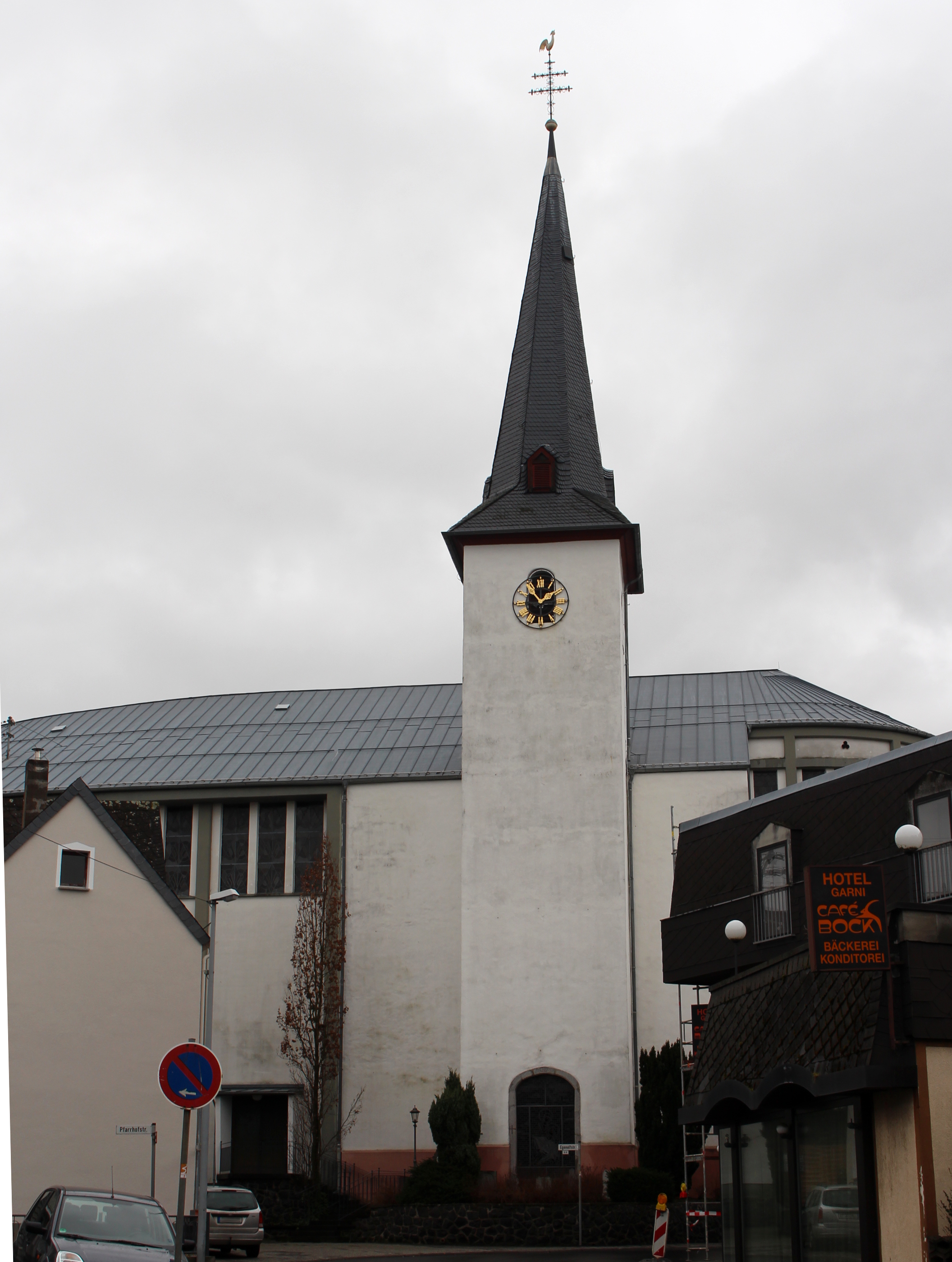
Kirchturm
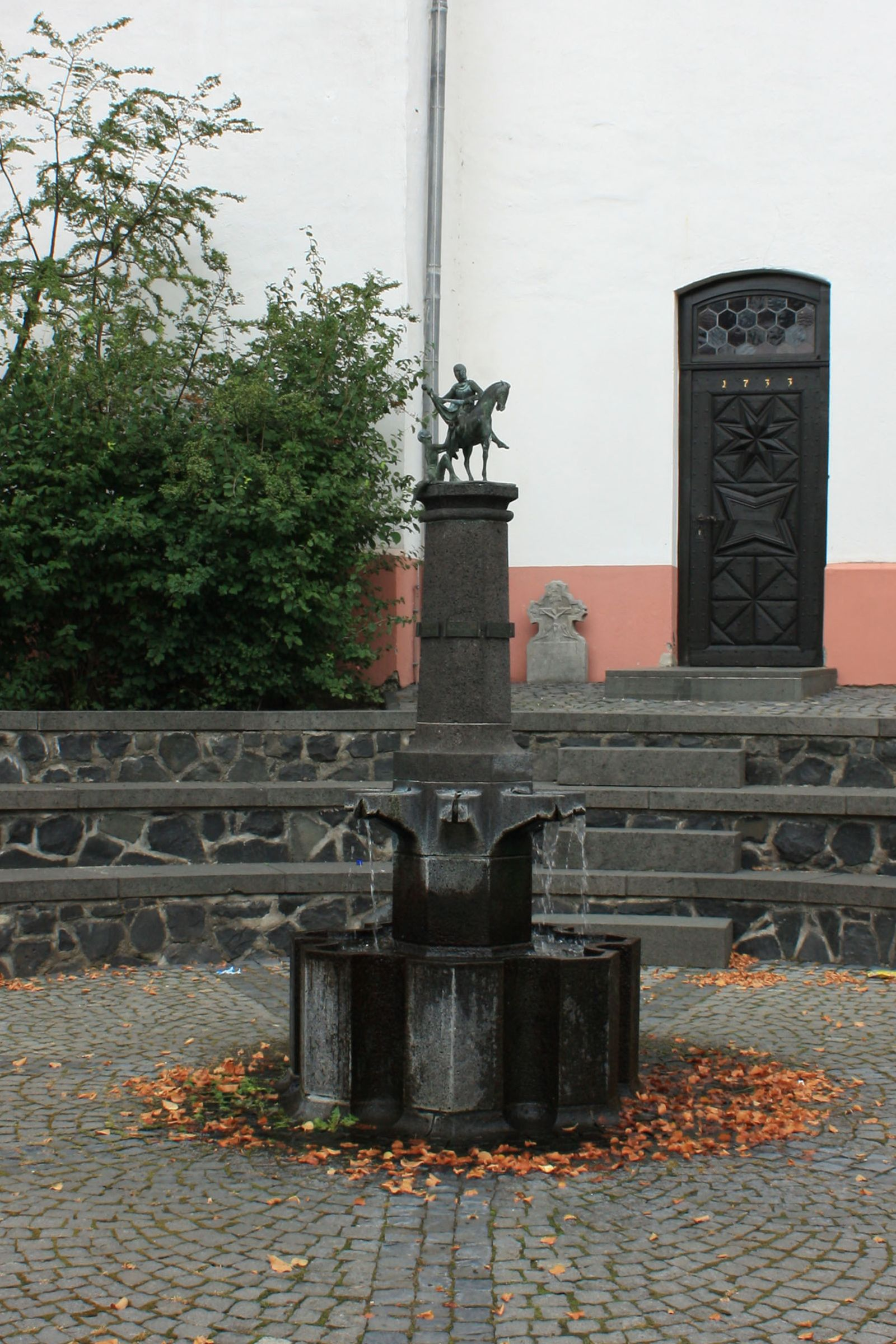
Brunnen vor der Kirche

Nachdem lange Zeit die Kirche auf dem Blasiusberg als Pfarrkirche diente, weihte 1732 der Trierer Weihbischof Lothar Friedrich von Nalbach die erste Frickhofener Kirche zu Ehren des heiligen Martin von Tours. Im Jahr 1746 gingen die Pfarrrechte auf die Martinskirche über. 1955 baute der Wiesbadener Architekt Paul Johannbroer unter Beibehaltung von Kirchturm und barockem Chor eine neue Kirche mit der Form einer ellipsenförmigen Rotunde.